# Blanca (Spagna)
Blanca è un comune spagnolo di 6 370 abitanti situato nella comunità autonoma di Murcia.

## Amministrazione

### Gemellaggi
Blanca è gemellata con le seguenti città:
- Anguillara Sabazia